# 近鉄バファローズの歌
「近鉄バファローズの歌」（きんてつバファローズのうた）は、かつて日本プロ野球のパシフィック・リーグに所属していた近鉄バファローズの球団歌。1975年（昭和50年）発表・制定。作詞・竹中郁、作曲・米山正夫。1999年（平成11年）に球団名が大阪近鉄バファローズへ改称したのに伴い「大阪近鉄バファローズの歌」へ改題されたが、歌詞には特定の地名や企業名が含まれていないので表題以外の部分に関しては変更されていない。

## 解説
1949年（昭和24年）に近鉄パールスとして創設されて以来、初の球団歌として1975年に制定された。同年には近鉄の他にヤクルトスワローズ（現東京ヤクルトスワローズ）の初代球団歌「とびだせヤクルトスワローズ」や広島東洋カープの2代目球団歌「それ行けカープ 〜若き鯉たち〜」が制定され、前年には中日ドラゴンズの応援歌「燃えよドラゴンズ!」も制定されている。
シングル盤はCBSソニー（現ソニー・ミュージックエンタテインメント）よりクール・ボナールの歌唱で発売され、キダ・タローが編曲を担当した。1979年（昭和54年）に初のリーグ優勝を記念してCBSソニーより発売されたLP盤『悲願30年 ドキュント 近鉄バファローズ 栄光のV1』ではB面の1曲目に収録されている。朝日放送ラジオ「近鉄バファローズアワー」の主題歌にも使用されていた。
カラオケボックスに提供している通信ソフトによっては、4回繰り返す（2番まであるので同じメロディを8回歌う計算になる）ものもある。
1999年に球団名が大阪近鉄バファローズへ改称する前後からは高橋元太郎の歌唱によるカバーが大阪ドームで演奏されるようになった。このカバーバージョンの編曲者は「近鉄勝造」名義となっている。同年から近鉄の最終シーズンとなった2004年（平成16年）まで日本コロムビアから毎年発売されていた『大阪近鉄バファローズ選手別応援歌 ライトスタンドスペシャル』や2001年（平成13年）発売の『大阪近鉄バファローズ オフィシャル球団歌・応援歌』（COCA-15389）では、このカバーの方が収録されている。
近鉄が2004年シーズンを最後にオリックス・ブルーウェーブと合併（統合）して2005年（平成17年）シーズンより発足したオリックス・バファローズには本曲は継承されず、新球団歌「SKY」が制定されている。